# LUX 004
LUX 004 fue un evento de artes marciales mixtas producido por LUX Fight League, que se llevó a cabo el 15 de marzo de 2019 en el Pepsi Center WTC de Ciudad de México, México.

## Antecedentes
Se anunció que en LUX 004 vería a los campeones inagurales de LUX, específicamente de las divisiones de peso gallo y peso ligero. Las dos peleas titulares fueron Marco Beltrán contra Erick Ruano por el título gallo e Ignacio Bahamondes contra Hugo Flores por el cinturón ligero.
Al igual que la edición anterior, habría otra pelea femenina en el peso paja, entre la experimentada Saray Orozco y la debutante Laura Zamora.
El evento también marcó la tercera visita consecutiva de la promoción a Ciudad de México y también la segunda que el Pepsi Center actuaba como sede.

## Resultados
1. ↑  Por el Campeonato de Peso Gallo de LUX
2. ↑  Por el Campeonato de Peso Ligero de LUX